# Snurran
Snurran var ett svenskt radioprogram för hela familjen, skapat av bland andra Ulf Peder Olrog och Georg "Tuppen" Eliasson, och med Rolf Bergström och Gösta Knutsson som programledare. 
Programmet, som sändes inför publik från Karlaplansstudion i Stockholm med Jerry Högstedt som kapellmästare, hade premiär i oktober 1953 och sändes fram till och med våren 1958. Programmet återkom i en serie under våren 1962 med Lars Lönndahl som programledare.
Stående inslag i programmet var bland annat "Morfar Ginko" (med Nils Ohlin som morfar Ginko och Anna-Lisa Baude som mormor Ginko) och frågesport för barn under ledning av Gösta Knutsson. Under de första åren var även Gunnel Lindes äventyrsserie för barn, "Osynliga klubben" (med huvudpersonerna Chefen och Hönebjär), ett återkommande inslag. 
Snurran blev sedermera ett familjeprogram på SVT med programledaren Barbro Svinhufvud.